# 上野直勝
上野 直勝（うえの ただかつ、生没年不詳）は、南北朝時代の武将。本姓は源氏、家系は清和源氏の一家系河内源氏の流れを汲む足利氏の支流上野氏である。通称は上野太郎二郎。官職は掃部助、左京亮。直勝と同一人物とされる上野氏勝（うじかつ）についても本項で扱う。

## 人物
観応の擾乱の最中、観応元年（1350年）12月に直勝が自ら証判を加え、小佐治国氏（兵衛三郎）の遺児・法師丸に与えた軍忠状によれば、同年11月27日に近江国大原荘にて足利直義方として挙兵したことが確認でき、これが史料上での初見である。この頃、高師直らによって一時幽閉状態にあった直義がのちに京を脱出し、畠山国清の河内石川城に拠っていたが、同史料には直勝がこの石川城から近江へ向かったことが明記されている。同年12月4日には「江州凶徒」が勢多（瀬田の唐橋）への攻撃を仕掛け、その翌日には近江守護の佐々木氏頼・五郎兄弟の軍勢と合戦に至っているが、「江州凶徒」の中には直勝も含まれていたものとみられ、12月10日には氏頼に敗れた。10日の戦いでは小佐治国氏・国広（弥三郎）兄弟が直勝の目前で討死しており、同月中には小佐治基安（弥五郎）に対して、12日には兄弟の父である小佐治基氏（三郎左衛門尉）に対してそれぞれ感状を出している。12月16日に直勝の注申により直義が基安に与えた感状の文中には「上野太郎二郎」と記されており、この当時は官職を持っていなかったようであるが、翌2年（1351年）直義が政権を掌握したのに伴って従五位下掃部助に任ぜられている。
以上のように実在が確かであるのにもかかわらず、上野氏の系図上で直勝の名を確認することはできないのであるが、『尊卑分脉』の上野氏系図に掲載のある上野氏勝と同一人物とする見解がある。まず、「上野太郎二郎」は「上野太郎」の「二郎」（次男）を表す通称名であるが、同系図では上野太郎頼遠（のち頼勝）の次男（上野左馬助頼兼の弟）として氏勝が掲載されている。観応2年（1351年）7月晦日の直義の北国落ちに際しては「上野左馬助兄弟」が付き従っており、氏勝が兄の頼兼とともに直義党に属していたことは明白である。そして、この氏勝の注記には「左京亮」という官職が載せられているが、同年10月11日に直義が小佐治基氏に与えた感状の文頭に「於江州属上野左京亮」、すなわち基氏が「上野左京亮」に属していたことが記されており、前年に直勝が基氏に感状を出したという前述の内容を踏まえれば、「上野左京亮」は直勝に一致する。以上の点によって直勝＝氏勝とされるが、「氏勝」の名が史料（古文書類）で確認できないことから、どちらが改名前・後の諱であるかは不明である。いずれにせよ、前述の通り直勝が直義党に属して小佐治氏を従えていたことは確かであり、「直」の字は直義から偏諱を受けたものと考えられている。生没年については未詳である。